# Relief mit drei palmyrenischen Gottheiten

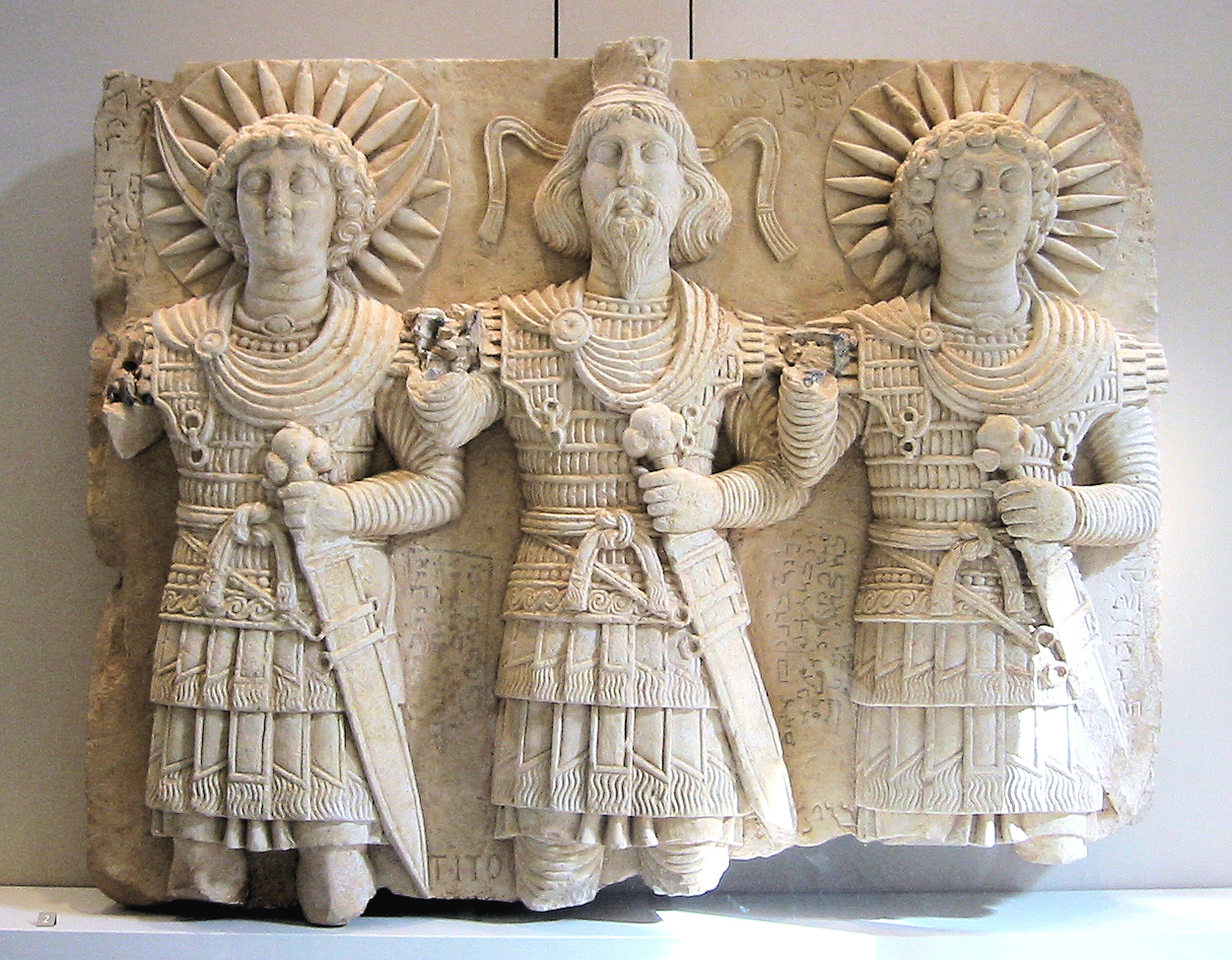
Relief mit drei Gottheiten

Das Relief mit drei palmyrenischen Gottheiten wurde bei Bir Wereb in dem Wadi al-Miyah bei Palmyra (Syrien) gefunden und stellt wahrscheinlich lokale Gottheiten der dortigen Siedlung dar. Das Relief wird ins erste Jahrhundert n. Chr. datiert und befindet sich heute im Louvre (Inventarnummer: AO 19801, Material: Kalkstein, Maße: 60 × 72 × 7 cm).

## Beschreibung
Die Größe und der Fundort deuten darauf hin, dass das Relief aus einem lokalen Schrein oder Heiligtum stammt und dort als Kultbild verehrt wurde. Dübellöcher lassen vermuten, dass das Relief in einer Wand eingelassen war. Die drei dargestellten Figuren kopieren wahrscheinlich Kultbilder. Statuen, aber auch Reliefs sind als Kultbilder in Palmyra bezeugt.
Das Relief stellt drei männliche Gottheiten in militärischer Kleidung dar. Alle drei tragen eine kurze Tunika, einen Lamellenpanzer und einen kurzen Militärmantel, der auf der rechten Schulter mit einer Fibel befestigt ist, und ergreifen mit der linken Hand das Heft ihres umgegürteten Schwertes. Die einst nach vorne erhobenen rechten Hände sind abgebrochen. Die mittlere bärtige Gottheit trägt eine Krone in Zylinderform, die im unteren Teil mit einer Reihe von Perlen dekoriert ist, und Hosen. Im Gegensatz dazu sind die beiden anderen Gottheiten des Reliefs ohne Hosen dargestellt. Die Haare der beiden äußeren Figuren sind gelockt und beide tragen einen Torques mit einem zentralen Stein um den Hals. Beide Figuren haben einen Nimbus mit Sonnenstrahlen. Hinter dem Kopf der linken Figur ist eine Mondsichel dargestellt. Die Inschriften neben den Figuren sind später angebracht worden und nennen meist Namen und Filiationen diverser Gläubiger.

## Deutung
Die Identifizierung der Gottheiten ist problematisch. Die zentrale Figur wurde bisher oftmals als Baalschamin identifiziert. Dementsprechend wurden die beiden anderen Gottheiten mit den Sonnen- und Mondgottheiten Malakbel und Aglibol gleichgesetzt. Dies ist jedoch nicht sicher, da die Diskussion, ob Baalschamin mit einem Panzer dargestellt werden konnte, anhält. Nach anderer Deutung könnte die zentrale Figur den meist bartlosen Baal (Hauptgott in Palmyra) darstellen, von dem es aber auch Abbildungen mit Bart gibt. Eine weitere Theorie vergleicht die Krone der mittleren Gottheit in Zylinderform, die im unteren Teil mit einer Reihe von Perlen dekoriert ist, mit der Krone, die der Gott Aphlad auf einem Relief aus Dura Europos trägt. Durch die Beischrift ist bezeugt, dass die dortige Darstellung ein Kultbild des Gottes Aphlad wiedergibt. An der Krone des palmyrenischen Gottes flattern Bänder, die vielleicht solche aus Metall kopieren, wie sie an einer Statue angebracht waren. Beide Figuren (Aphlad von Dura Europos und die mittlere Figur auf dem Relief) tragen auch Hosen.
Die beiden anderen Götter werden einhellig als Mond- und Sonnengottheiten gedeutet.